# Lucky Town
Lucky Town je desáté studiové album amerického zpěváka Bruce Springsteena. Album vyšlo v březnu 1992 pod značkou Columbia Records, ve stejný den jako album Human Touch. Album spolu se Springsteenem produkovali Jon Landau a Chuck Plotkin.

## Seznam skladeb
Autorem všech skladeb je Bruce Springsteen.
| Pořadí | Název                   | Délka |
| ------ | ----------------------- | ----- |
| 1.     | Better Days             | 4:08  |
| 2.     | Lucky Town              | 3:27  |
| 3.     | Local Hero              | 4:04  |
| 4.     | If I Should Fall Behind | 2:57  |
| 5.     | Leap of Faith           | 3:27  |
| 6.     | The Big Muddy           | 4:05  |
| 7.     | Living Proof            | 4:49  |
| 8.     | Book of Dreams          | 4:24  |
| 9.     | Souls of the Departed   | 4:17  |
| 10.    | My Beautiful Reward     | 3:55  |

## Obsazení
- Bruce Springsteen – kytara, zpěv
- Gary Mallaber – bicí
- Roy Bittan – klávesy
- Patti Scialfa – doprovodné vokály
- Soozie Tyrell – doprovodné vokály
- Lisa Lowell – doprovodné vokály
- Randy Jackson – baskytara
- Ian McLagan – varhany